# Canon de 10 cm/65 Type 98
Pour les articles homonymes, voir Canon de 100 mm.
Le canon de 10 cm/65 Type 98 (六五口径九八式一〇糎高角砲), également connu sous le nom de canon long à angle élevé de 10 cm (長10センチ高角砲), est un canon naval de calibre léger utilisé par la marine impériale japonaise pendant la Seconde Guerre mondiale. Le canon, équipé sur le porte-avions Taihō, le croiseur léger Ōyodo et les destroyers de la classe Akizuki,, est considéré par les Japonais comme leur meilleure arme d'artillerie anti-aérienne.
Après la fin de la Seconde Guerre mondiale, l'arme est resté en service sur les deux destroyers japonais cédés à l'Union soviétique et à la république de Chine à titre de réparations de guerre.
Les forces alliées ont d'abord capturé un double affût à terre de ce type d'arme à Iwo Jima.